# Norina Matchabelli
La Princesse Norina Matchabelli (née Norina Gilli le 3 mars 1880 à Florence; morte le 15 juin 1957  à Myrtle Beach) fut la cofondatrice de la ligne de parfums Prince Matchabelli (en), une éditrice, une mystique, une disciple de Meher Baba, et une actrice de théâtre et de cinéma connue sous le nom de Maria Carmi.

## Biographie
Noria Gilli est la benjamine des cinq enfants du chef pâtissier Luigi Gilli et de sa femme Emma Gilli ; elle est née à Florence. L'arrière-grand-père de Luigi Gilli avait émigré des Grisons (Suisse) en Toscane (Italie) et avait fondé la confiserie-pâtisserie Gilli en 1733 au centre de Florence, devenue à notre époque, Piazza della Repubblica, la plus ancienne enseigne de café-restaurant de la ville.
Norina granditi à Florence et à Fiesole, et passe les mois d'été à Samedan dans les Grisons, où la famille possède une maison. Après avoir souffert de la tuberculose en 1894, ses parents l'a font soigner dans une clinique à Saint-Moritz.
Par les frères Züst, émigrés suisses, fondateurs des usines Züst Automobile, Norina fait la connaissance de son futur mari, Karl Gustav Vollmoeller, en 1903. En mai 1904, le couple se marie à San Salvatore al Monte à Florence et Gabriele D'Annunzio était l'un des témoins. Le jeune couple vit dans la villa de Vollmoeller à Sorrente dans le golfe de Naples où l'écrivain Arthur Schnitzler et son épouse Olga sont invités, et en 1906 à Turin et dans la villa Il Pozzino à Castello, acquise par Vollmoeller pour Norina. Le poète Rainer Maria Rilke en est l'invité à Pâques en 1908. À la fin de l'été de 1904, un scandale se produit à la Villa Arlotta, alors l'écrivain homosexuel André Gide approche Vollmoeller qui le jette avec colère hors de la maison.
Vollmoeller persuade Norina de le soutenir dans ses travaux sur Pier Jacobo Martelli. Sous le pseudonyme de Norina, Maria Carmi, le livre est publié en 1906 par Bernardo Seeber à Florence.
À l'automne 1907, Norina se rend à Berlin où elle est l'invitée de la peintre Sabine Lepsius et de son mari Reinhold. Le rude climat de cette ville provoque la réapparition de la maladie pulmonaire de Norina. Elle se rend à Davos dans un sanatorium où elle est traitée pendant plusieurs mois. À cet égard, Norina n’a pas pu, comme on le dit souvent, suivre des cours de théâtre avec Max Reinhardt entre 1907 et 1909 au Deutsches Theater ; la déclaration du scénographe Ernst Stern dans ses mémoires le prouve également : « Mme Carmi venait de Florence... Bien que dilettante, elle incarnait de manière idéale [15 [la Madone] ». Plusieurs passages de la correspondance entre l'écrivain Rilke et Mathilde Vollmoeller (la sœur de Karl Gustav) à cette époque confirment l'absence de Norina à Berlin.16.
Le 31 juillet 1911, sur le lac Starnberg, Norina et le metteur en scène Max Reinhardt se rencontrent alors que Vollmoeller revient de sa visite au peintre Gustav Klimt à Unterach am Attersee pour retrouver son épouse et Max Reinhardt à Tutzing. Quand Norina s'approche des deux hommes, Max Reinhardt aurait dit à Vollmoeller : « Voici notre Madone ». Norina Vollmoeller doit être convaincue, en tant que non actrice, d'assumer ce qui sera le rôle de sa vie, dans la pièce écrite par son mari.
Pendant et après la création de la pièce The Miracle (en) de Vollmoeller au Olympia Hall de Londres, le 23 décembre 1911, Norina sous le pseudonyme de Maria Carmi, jouit d'une renommée mondiale ; les grands journaux anglais, américains et allemands ne tarissent pas d'éloges sur la pièce et Maria Carmi.
Norina Gilli commença sa carrière sur scène à l'école de théâtre de Max Reinhardt Un de ses rôles les plus importants fut celui de la Madone dans la pièce écrite par Karl Vollmöller.

En 1907, Norina Gilli épousa le Prince Georges V. Matchabelli (en), ambassadeur géorgien en Italie jusqu'à l'invasion soviétique de la Géorgie en 1921. Ils partirent pour les États-Unis en 1923 et fondèrent les parfums Prince Matchabelli (en), qui seront ensuite rachetés par Paul H. Ganz.

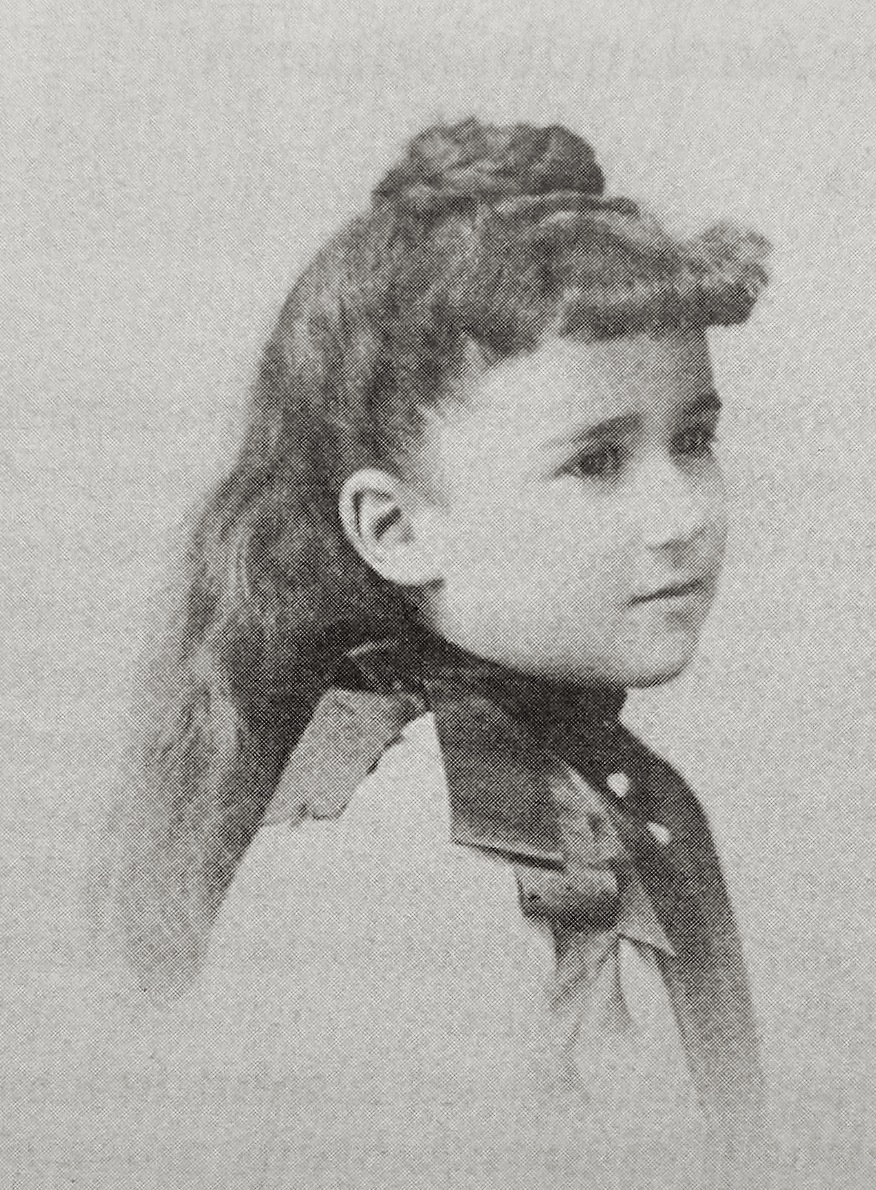
Enfant à Florence
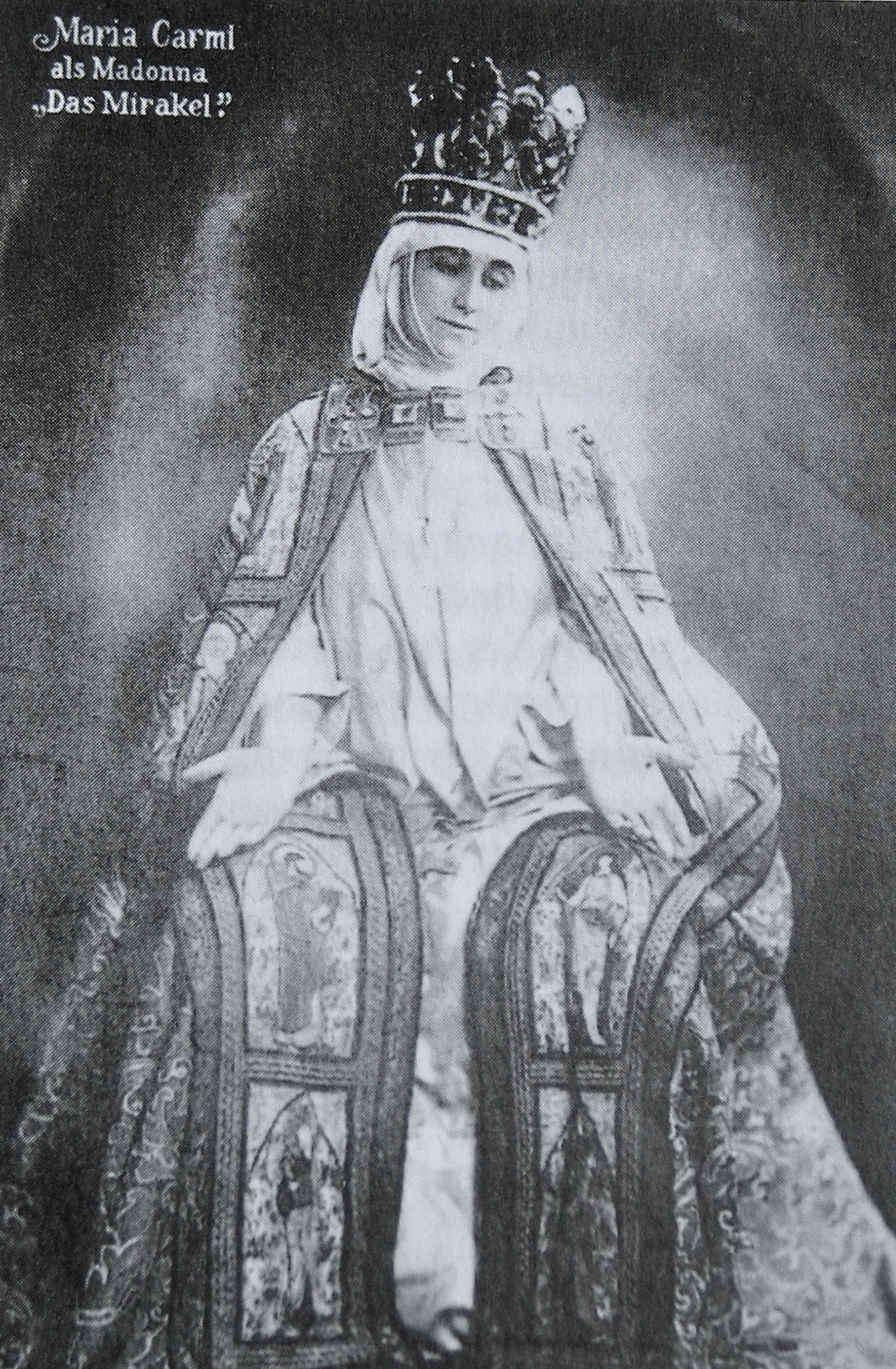
Dans Das Mirakel en 1912.

## Filmographie

### Cinéma
- 1914 : A Venetian Night : Marchesina dei Bisognosi
- 1914 : L'Accord en mineur d'Ubaldo Maria Del Colle
- 1914 : La mia vita per la tua!
- 1914 : Perdus dans les ténèbres de Nino Martoglio : Livia Blanchard
- 1914 : Serment de haine
- 1915 : Der Hermelinmantel : Gräfin Elvira Hochheimer
- 1915 : Der Pfad der Sünde
- 1915 : Fluch der Schönheit
- 1916 : Aphrodite
- 1916 : Das Haus der Leidenschaften
- 1916 : Das Wunder der Madonna : Künstlermodell Norina
- 1916 : Der Letzte eines alten Geschlechtes
- 1916 : Der Weg des Todes : Gräfin Marie
- 1916 : Die Richterin von Solvigsholm
- 1916 : Für den Ruhm des Geliebten : Marietta
- 1916 : Homunculus d'Otto Rippert
- 1916 : Küsse, die töten
- 1917 : Das Spitzentuch der Fürstin Wolkowska
- 1917 : Der Fluch der Sonne
- 1917 : Homunculus, 4. Teil - Die Rache des Homunculus
- 1917 : Memoiren der Tragödin Thamar
- 1917 : Wenn Tote sprechen : Maria von Brion / Leonore von Radowitz
- 1918 : Rächende Liebe
- 1921 : Forse che sì forse che no : Izabel Inghirami
- 1921 : Per il passato
- 1926 : Senza padre

### Courts-métrages
- 1912 : Le Miracle
- 1915 : Die rätselhafte Frau
- 1915 : Teresa Raquin de Nino Martoglio

## Galerie

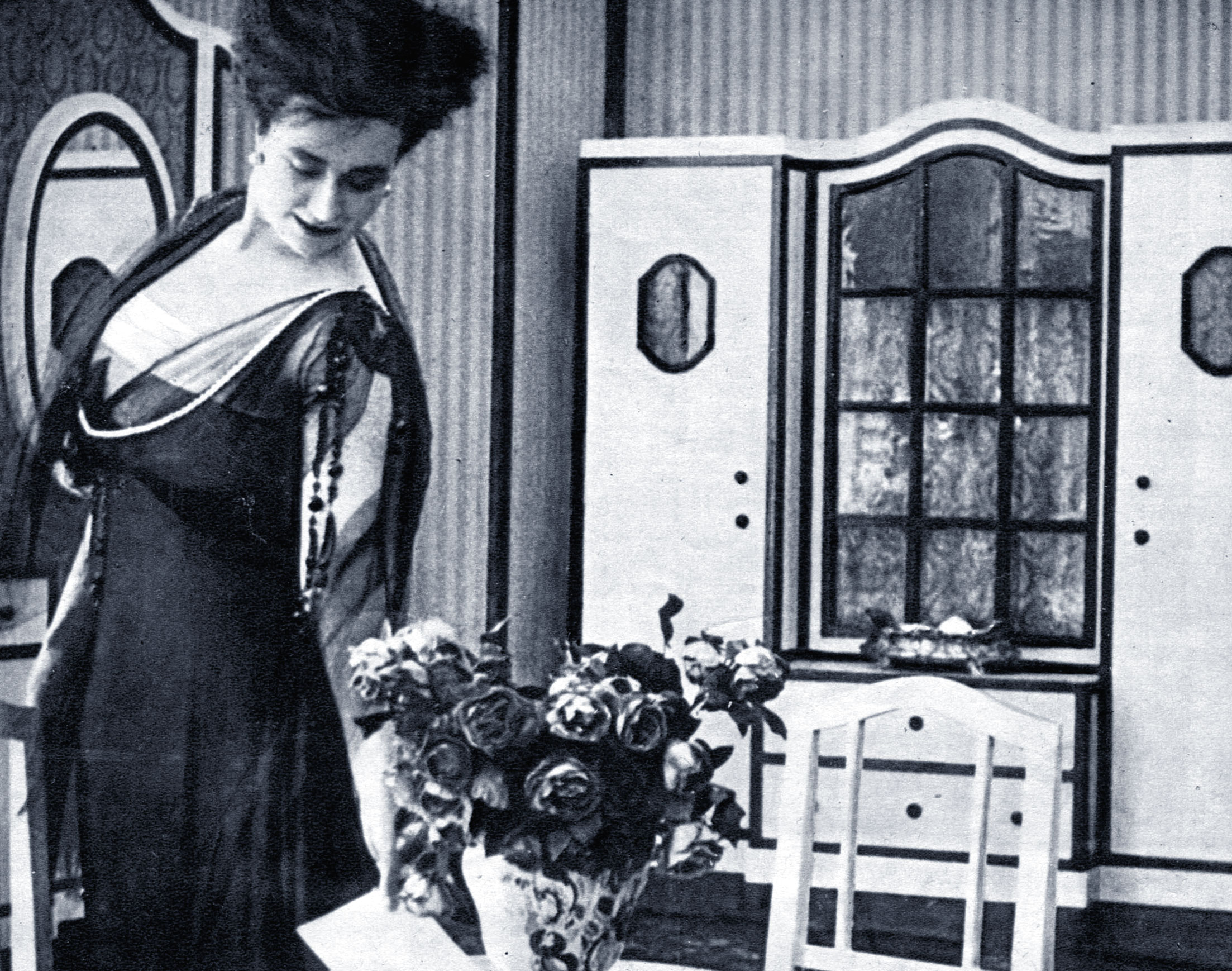
L'actrice dans (it) Sperduti nel buio de Nino Martoglio, 1914
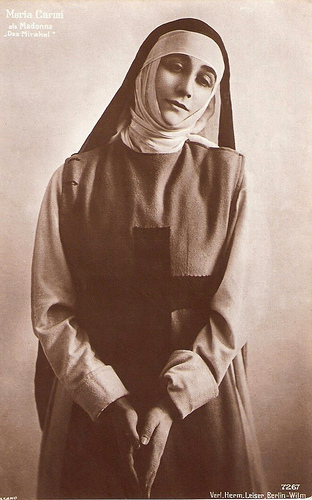
La comédienne dans la pièce Das Mirakel, 1914
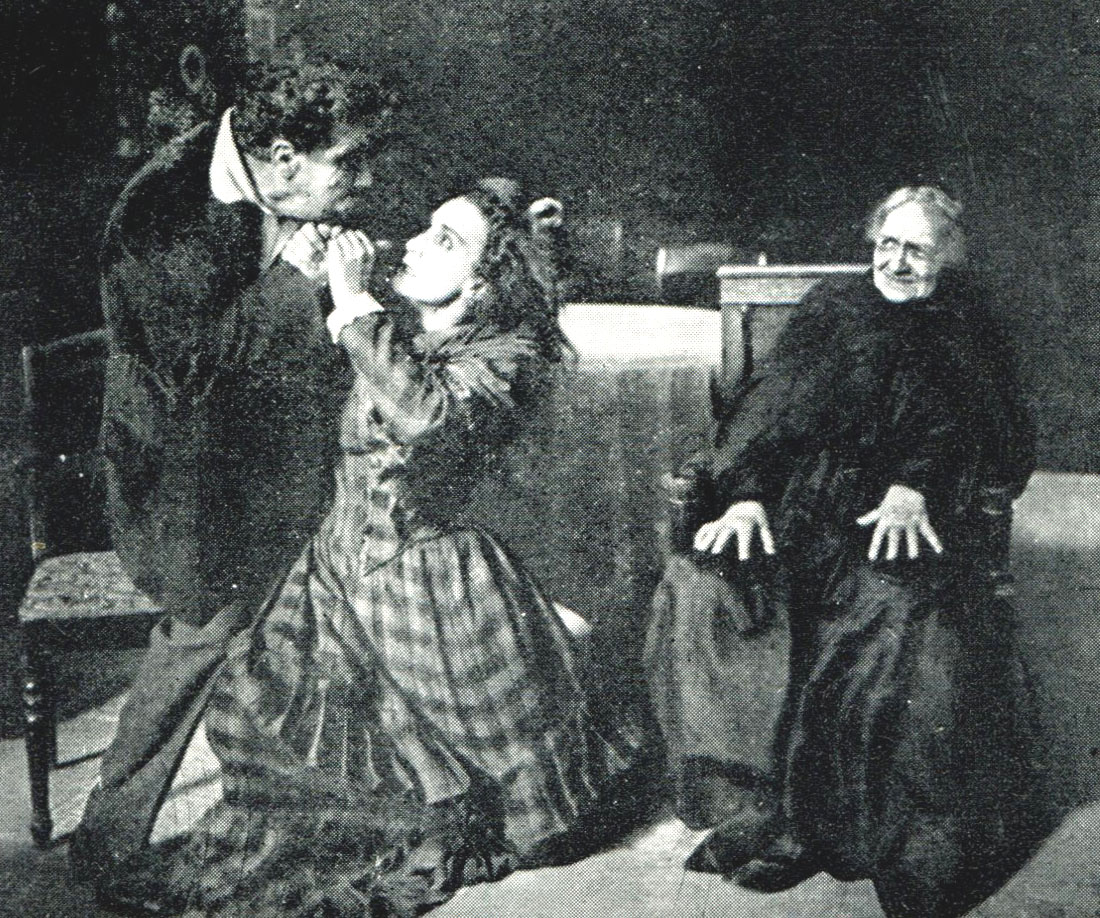
Dillo Lombardi, Maria Carmi et Giacinta Pezzana dans une scène de Teresa Raquin de Nino Martoglio, Rome, 1915
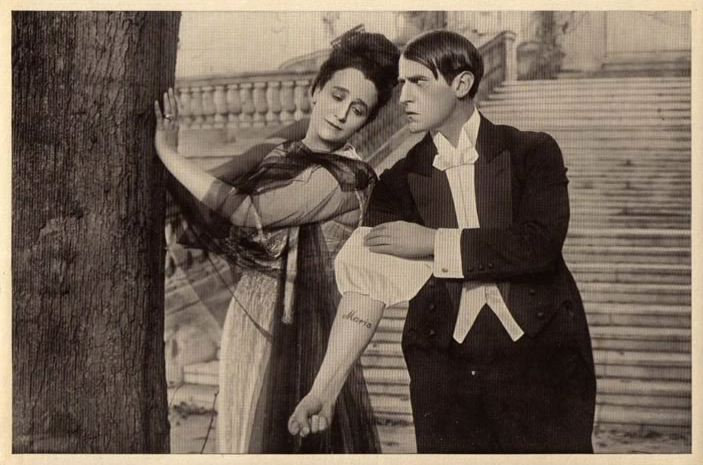
La comédienne dans la pièce Das Mirakel and Carl de Vogt dans Der Weg des Todes, 1917
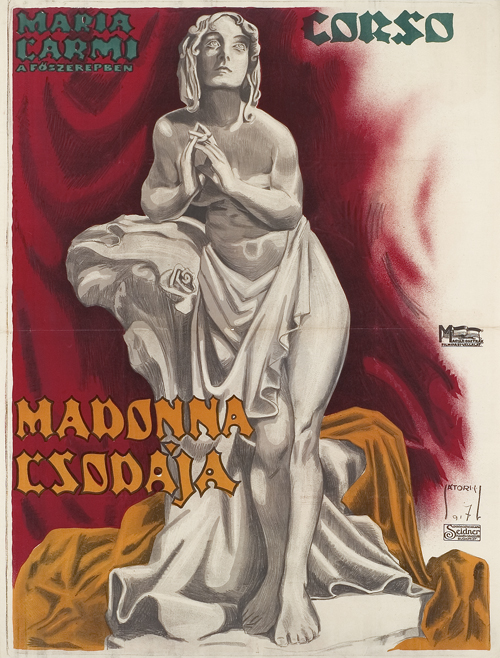
Affiche pour la première du film Madonna Csodája (all. : Das Wunder der Madonna, « Le miracle de la Madone ») au Corso Cinema de Budapest, 1917